# Доломје
Доломје (фр. Dolomieu) је насељено место у Француској у региону Рона-Алпи, у департману Изер.
По подацима из 2011. године у општини је живело 2990 становника, а густина насељености је износила 224,14 становника/km².

## Демографија
| 1962. | 1968. | 1975. | 1982. | 1990. | 2011. |
| ----- | ----- | ----- | ----- | ----- | ----- |
| 1.256 | 1.283 | 1.348 | 1.662 | 2.135 | 2.990 |